# Fort Batenstein
Pour un article plus général, voir Forts et châteaux de Volta, d'Accra et ses environs et des régions centrale et ouest.
Fort Batenstein est un comptoir colonial fortifié et un poste de traite négrière établi par les Néerlandais sur la Côte de l'Or en 1656, durant l'élargissement de leur colonie. Il est situé près de Butre (ancienne orthographe : Boutry), au Ghana. En 1872, le fort est cédé, avec toute la Côte-de-l'Or néerlandaise, à l'Empire britannique. Les vestiges du fort sont désignés, en 1979, site du patrimoine mondial (avec plusieurs autres châteaux et forts au Ghana) en raison de son importance historique dans le commerce européen en Afrique de l'Ouest.
Le traité de Butre est signé le 27 août 1656 dans le fort entre les Hollandais, les Ahantas et les Encasser.

## Nom
Batenstein se traduit littéralement par « Fort à profit », ce que l'historien Albert van Dantzig considère comme la preuve d'un sens de l'humour cynique de la part des dirigeants de la Compagnie néerlandaise des Indes occidentales. En effet, le fort de Komenda (site de féroces batailles durant les guerres de Komenda) se nomme Vredenburgh (littéralement « quartier de la paix »), le fort sans succès commercial de Senya Beraku s'appelle Goede Hoop (« Bonne espérance »), et le fort d'Apam, dont la construction prend cinq ans en raison de la résistance locale, est nommé Lijdzaamheid (« Patience »).

## Histoire

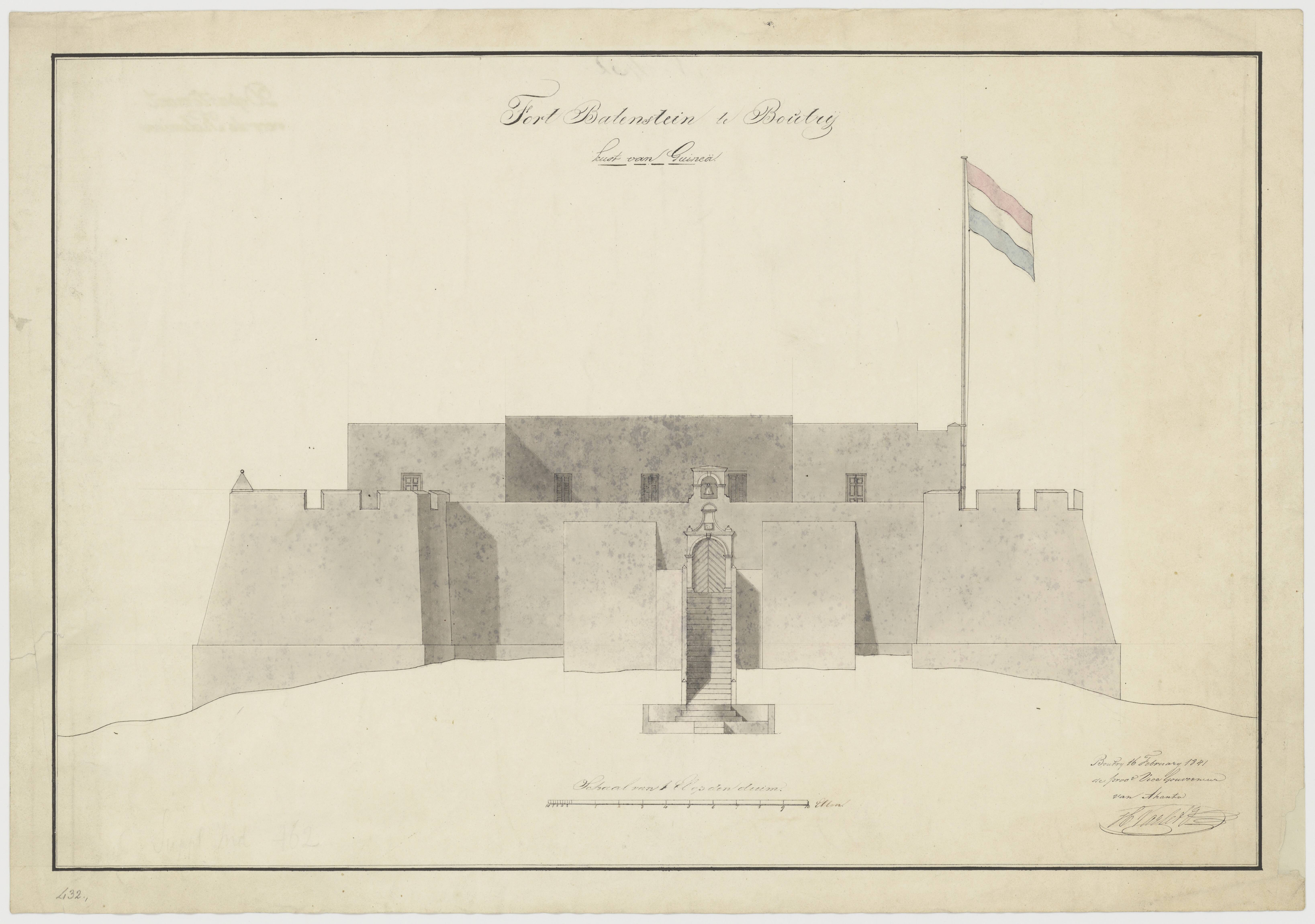
Le fort en 1841, dessiné par Hubertus Varlet.

Fort Batenstein est construit par la Compagnie néerlandaise des Indes occidentales, non pas en raison des opportunités commerciales prometteuses dans la région, mais pour écraser les tentatives de la Compagnie suédoise d'Afrique d'établir des comptoirs commerciaux sur la Côte de l'Or. En effet, Henry Caerlof, qui a auparavant travaillé pour la Compagnie néerlandaise des Indes occidentales, fonde un pavillon commercial à Butre, une ville portuaire importante de la confédération tribale Ahanta, en 1650. Les Néerlandais incident les Encasser à attaquer la cité en 1652. Pour s'assurer que les Suédois ne reviennent pas, ils entament la construction du fort sur la colline qui surplombe la baie de Butre. Celui-ci s'achève en 1656. À cette occasion, les Néerlandais signent le traité de Butre dans lequel le peuple d'Ahanta et d'Encasser se soumettent à l'autorité de la Compagnie néerlandaise des Indes occidentales. La formulation du traité contraste fortement avec le Traité d'Axim antérieur, qui régit les relations entre les Néerlandais et les peuples autour du Fort Saint Anthony, et qui formule la relation en termes d'obligations et de juridictions mutuelles.
Au XVIIIe siècle, une scierie est construite à Fort Batenstein, qui approvisionne en bois les forts et les navires à réparer. Le fort Batenstein n'est pas un fort important jusqu'en 1837, lorsque la guerre ashanto-néerlandaise en fait le point central de l'effort militaire néerlandais sur la côte. Après la guerre, les Hollandais restructurent Ahanta et font du commandant de Fort Batenstein le vice-gouverneur, invoquant ainsi les dispositions du traité de Butre de 1656. Dans les années qui suivent, les Néerlandais tentent d'établir une mine d'or près de Butre sans succès,.
Après que les Néerlandais aient vendu leurs possessions sur la Côte de l'Or au Royaume-Uni en 1872, les habitants de Butre protestent contre le changement de propriété et descendent dans la rue en 1873 en agitant des drapeaux néerlandais et en tirant des coups de feu. En octobre 1873, Butre est bombardée par les Britanniques en représailles à une attaque de Dixcove.

## Restauration et tourisme

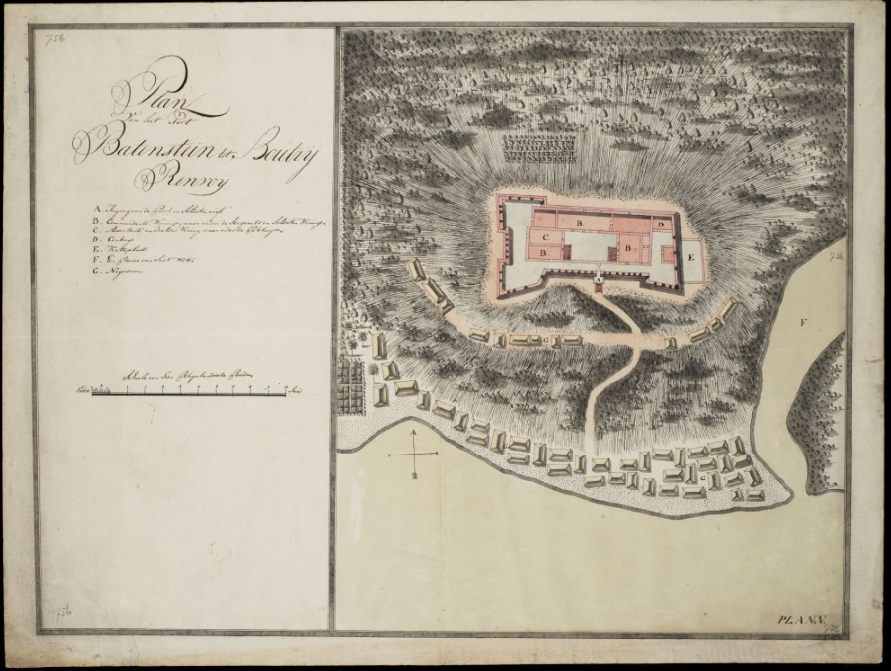
Plan du Fort Batenstein.

Le plan du fort se constitue de quatre bastions renforcés depuis lesquels 11 canons légers peuvent tirer vers la baie de Butre. Cependant, le Fort Bantenstein est décrit par Willem Bosman comme un petit fort mal conçu et fragile. Les locaux racontent que pour assurer la stabilité du site, les hollandais ont dû sacrifier une vierge[précision nécessaire] selon les coutumes ahanta. Le mauvais état du Fort est régulièrement décrit par son commandement et le Fort passe par plusieurs étapes de reconstructions. En 1783, l'ingénieur J.F. Trenks signale la dangerosité de la structure qui menace de s'effondrer. En 1807, le fort est à l'état de ruine. Le gouvernement hollandais entame sa reconstruction en 1816, mais face à de nombreuses difficultés structurelles, fait intervenir l'architecte Hubert Varlet. L'entretien du fort sera délaissé par les britanniques et laissé à l'abandon depuis l'indépendance du Ghana par faute de moyens.
En 2010 et 2011, il est restauré et consolidé avec un cofinancement du Ministère des Affaires étrangères et de la Coopération internationale (Italie). Le comité de développement touristique de Butre a la responsabilité de la préservation du site. La visite des ruines est payante depuis 2013. Afin de gagner en visibilité, le comité fait réaliser une vidéo promotionnelle.

## Galerie

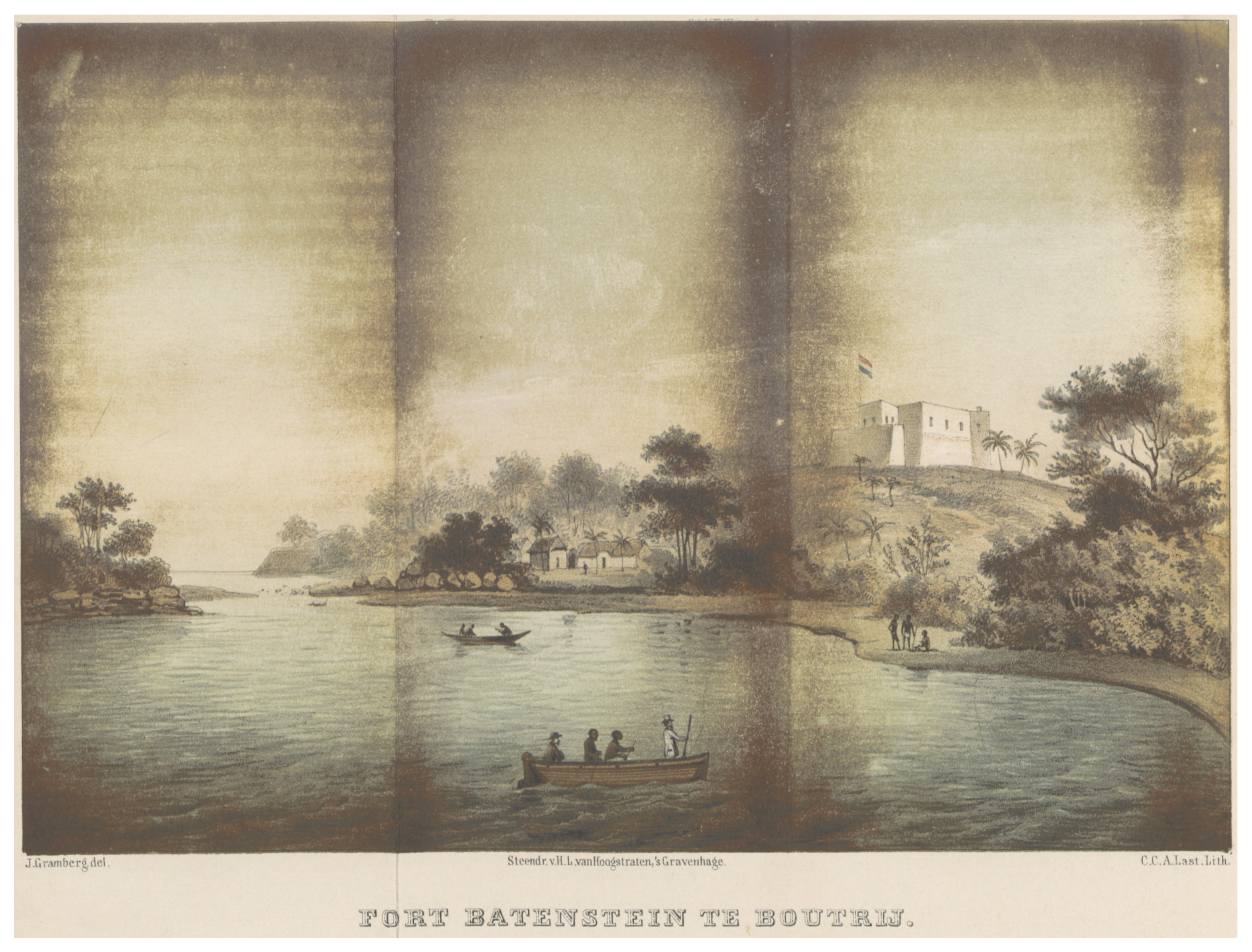
Fort Batenstein (par Gramberg, éd. 1861).
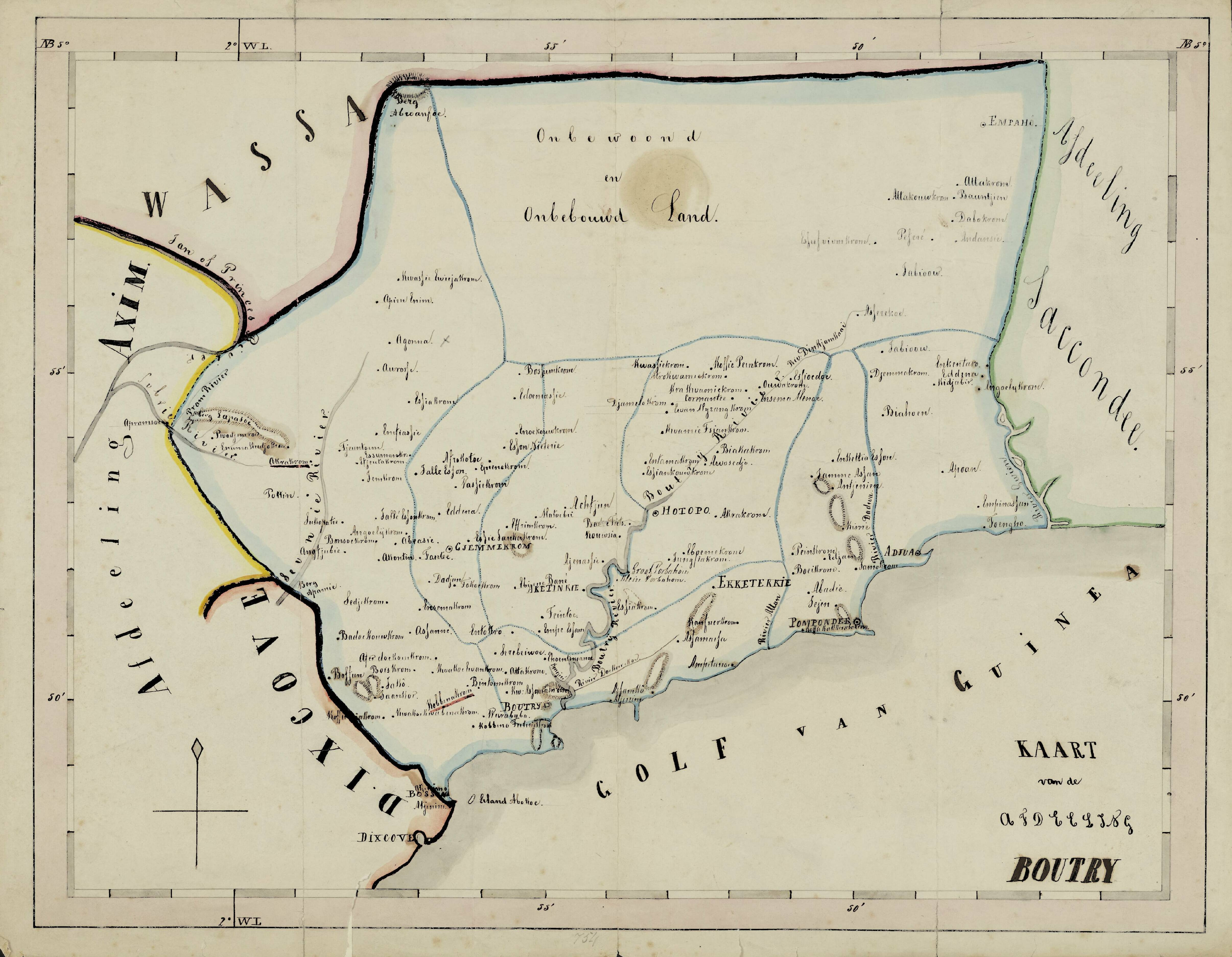
Carte du district de Butre, dessinée en 1859.
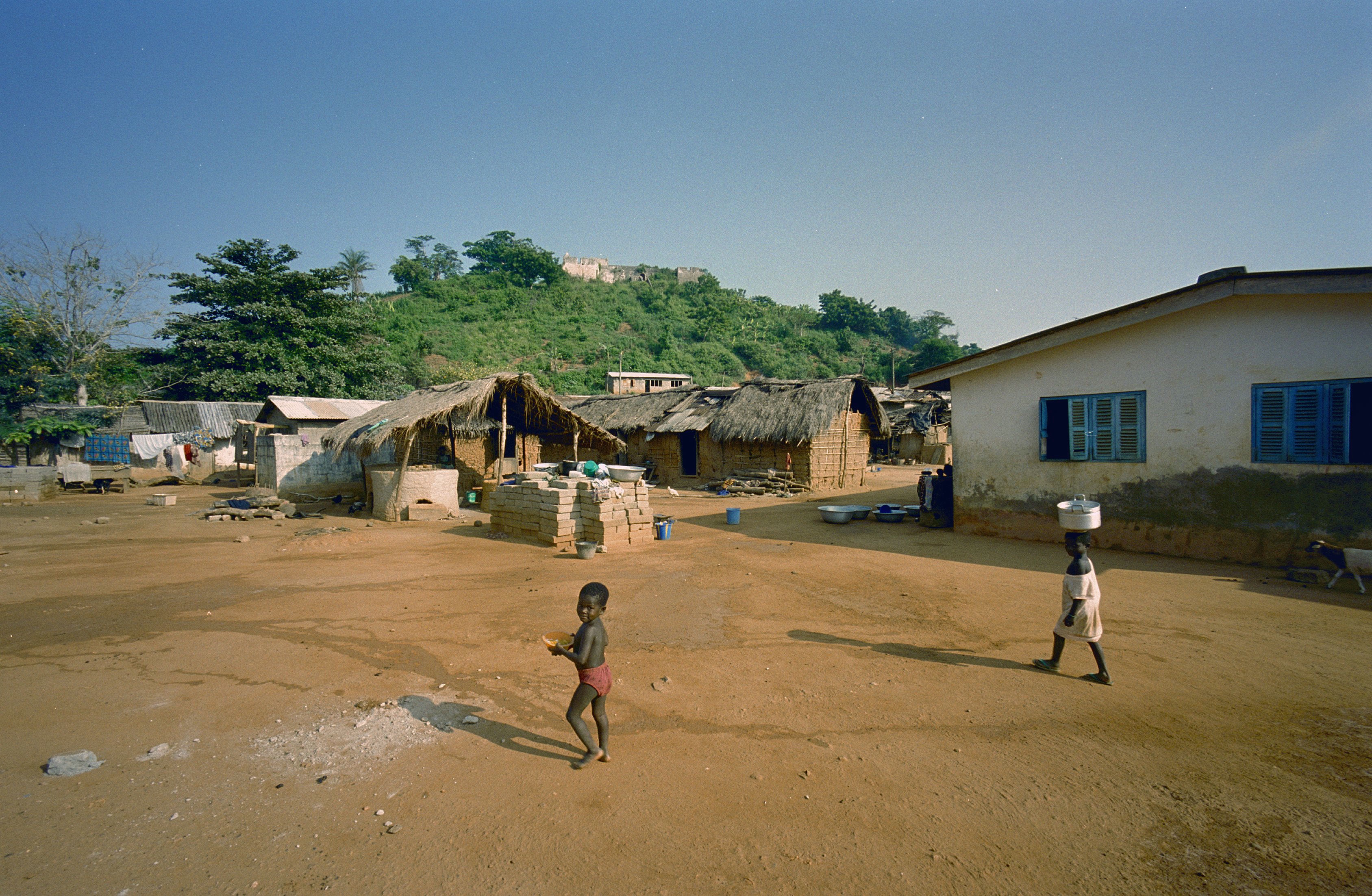
Ruine de Fort Batenstein aujourd'hui.
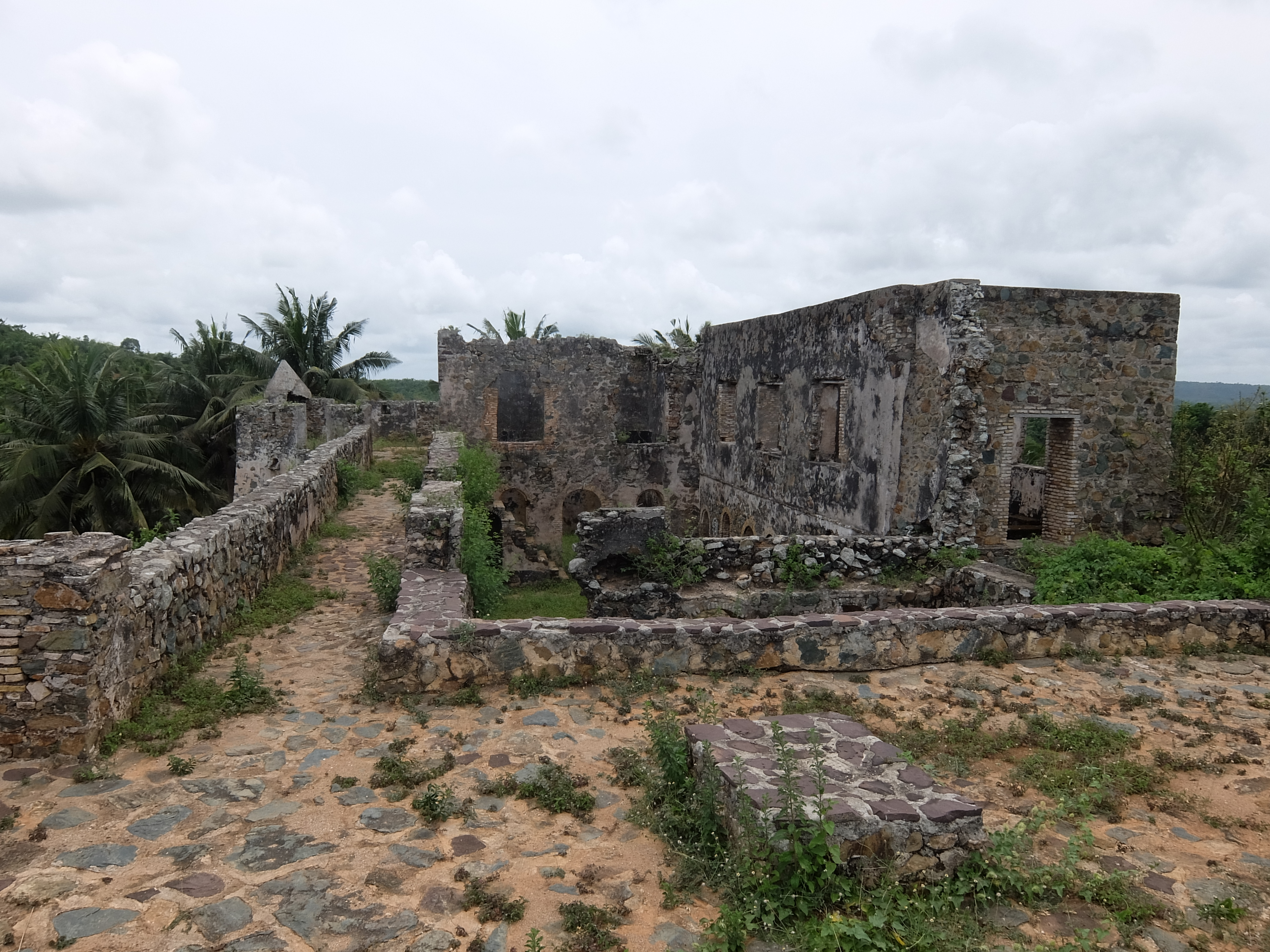
Photo du dernier étage du Fort Batenstein.
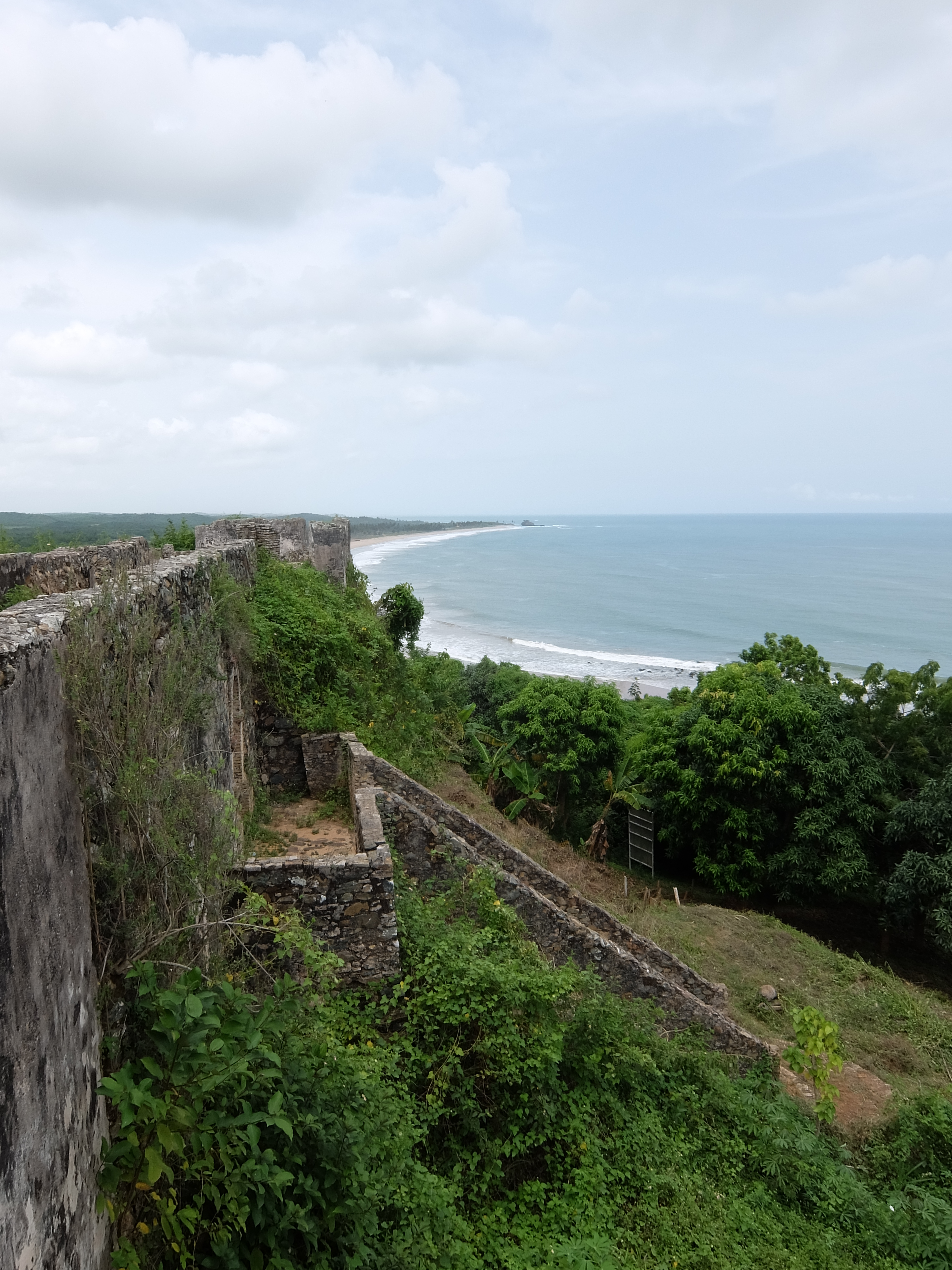
Photo de l'entrée du Fort Batenstein.